# Phare de Marblehead (Massachusetts)
Pour l’article homonyme, voir Phare de Marblehead.
Le phare de Marblehead (en anglais : Marblehead Light) est un phare actif situé à Marblehead dans le Comté d'Essex (État du Massachusetts).
Il est inscrit au Registre national des lieux historiques depuis le 15 juin 1987 .

## Histoire
En août 1831, les habitants de Marblehead demandent la construction d'un phare à l'entrée du port. Le Congrès a exaucé ce souhait et une tour circulaire en brique de 23 mètres a été construite en 1835 et mise en service le 10 octobre 1835. Cette tour comportait un ensemble de dix lampes à huile de baleine à l'intérieur d'une lanterne octogonale.
En 1857, l'ancien système de lampes fut remplacé par une lentille de Fresnel du sixième ordre et des réflecteurs. Malgré la modernisation et les travaux de la tour et de la maison des gardiens, la tour restait en mauvais état. En 1893, un nouveau phare fut demandé et fut achevé en 1895. Cette tour métallique à 8 jambages est la seule existante dans le Massachusetts. La lentille de Fresnel de sixième ordre fut éclairée avec une lampe à pétrole. Le phare a été mis en service le 17 avril 1896 sous forme de lumière blanche fixe. Plus tard en 1922, il a été changé en rouge fixe puis en 1938 en vert fixe. En 1960, la lumière a été automatisée et un nouveau système optique de 300 millimètres a été installé. La maison du gardien a été démolie dans les années 1960.
Juste à côté du phare actuel se trouvent deux plaques de bronze situées à l'emplacement de la lumière d'origine, l'une contenant l'historique de la lumière et l'autre les gardiens qui ont surveillé la lumière jusqu'à sa prise en charge par la Garde côtière.

## Description
Le phare  est une tour métallique, avec une galerie et une lanterne octogonale de 32 m de haut. La tour est peinte en brun clair et la lanterne est noire. Il émet, à une hauteur focale de 40 m, une lumière verte continue. Sa portée est de 7 milles nautiques.
Identifiant : ARLHS : USA-473 ; USCG : 1-10450 - Amirauté : J0304.
|            |
| Marblehead |

|          |
| Le phare |

### Lien connexe
- Liste des phares du Massachusetts